# Cola
Pour les articles homonymes, voir Cola (homonymie).
Un cola est une boisson gazeuse préparée à partir d'extraits naturels de fruits ou de plantes et contenant, en plus du gaz carbonique, du sucre ou des succédanés de sucre, de la caféine et des colorants.
Le cola est, plus généralement, un produit au goût sucré. La forme de produit au cola la plus répandue est le soda, mais il sert également à aromatiser des bonbons.
La première boisson Cola a été inventée en 1885 par le pharmacien John Pemberton, cette boisson est devenue populaire dans le monde entier. Coca-Cola et Pepsi sont les principales marques internationales de boisson aromatisée au Cola, et des symboles du "mode de vie à l'américaine" ("American way of life"). En France, depuis le milieu des années 2000, le mouvement des circuits-courts et du consommer-local a investi ce créneau commercial avec des marques régionalistes (Breizh Cola, corsica-cola, Elsass Cola, Chtilà Cola, ...)
Comme les autres sodas, l'importante teneur en sucre de ces boissons les pointe comme un des facteurs favorisant l'augmentation de l'obésité, en particulier chez les enfants. Combinée à leur importante acidité, les colas favorisent également les caries dentaires.

## Composition

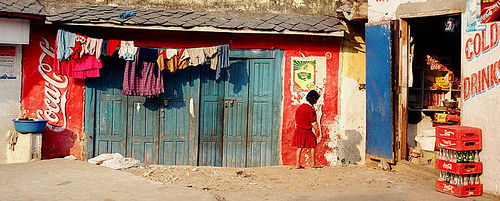
Publicité pour une marque de boisson à base de Cola au Népal

Les boissons au cola contemporaines sont rarement composées de noix de kola, ingrédient qui est pourtant à l'origine du mot. Contrairement à son nom, le cola est composé de sucre, jus d'agrumes (citron, orange...), cannelle, vanille, caramel et d'un acidifiant.
Les fabricants de boissons au cola ajoutent aussi d'autres ingrédients dans le but de créer un goût différent et propre à chaque marque. Ces parfums ajoutés peuvent être de la noix de muscade, de la lavande, ou une large variété d'arômes. Mais le goût que la plupart des gens identifient comme du cola est dû à la vanille et à la cannelle. La noix de kola, qui a un goût plus acide, bien qu'elle ait donné son nom au produit, n'est que peu ou pas présente dans la plupart des formules de cola.
Le caramel des sodas augmente les effets indésirables de ce type de boisson. Une étude de l'Université du New Brunswick a analysé treize boissons de ce type et a mis en évidence une concentration élevée de méthylglyoxal dans onze d'entre-elles.

### Goûts ajoutés
Certains fabricants de boisson au cola ont ajouté des goûts très prononcés à leur produit, comme la cerise avec le Coca-Cola Cherry ou le thé vert avec le Coca-Cola Plus GreenTea.

### Secret des compositions
La composition du cola chez les leaders du marché est soumise à un opaque secret industriel. Par opposition aux grandes marques, une communauté a décidé d'inventer une recette de cola sur le modèle du logiciel libre, baptisée OpenCola.

## Les sodas

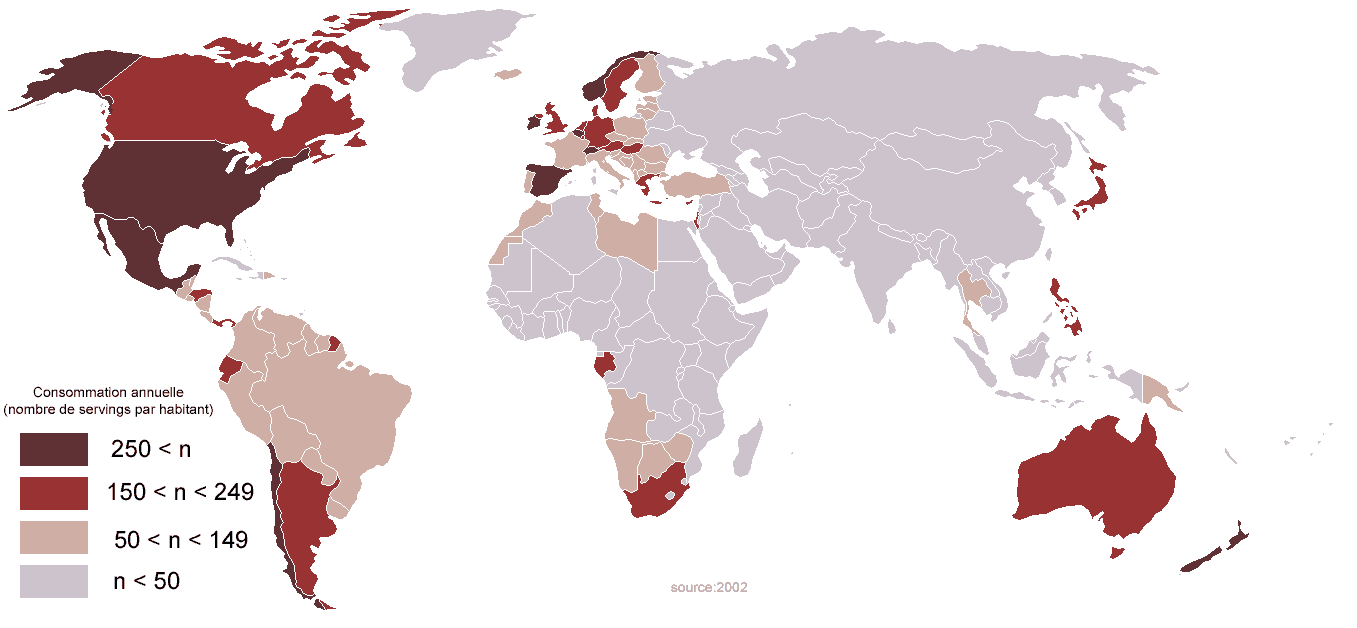
Consommation annuelle de Coca-Cola, en nombre de « servings » (« dose individuelle » de coca : bouteille, canette, verre…) par habitant.

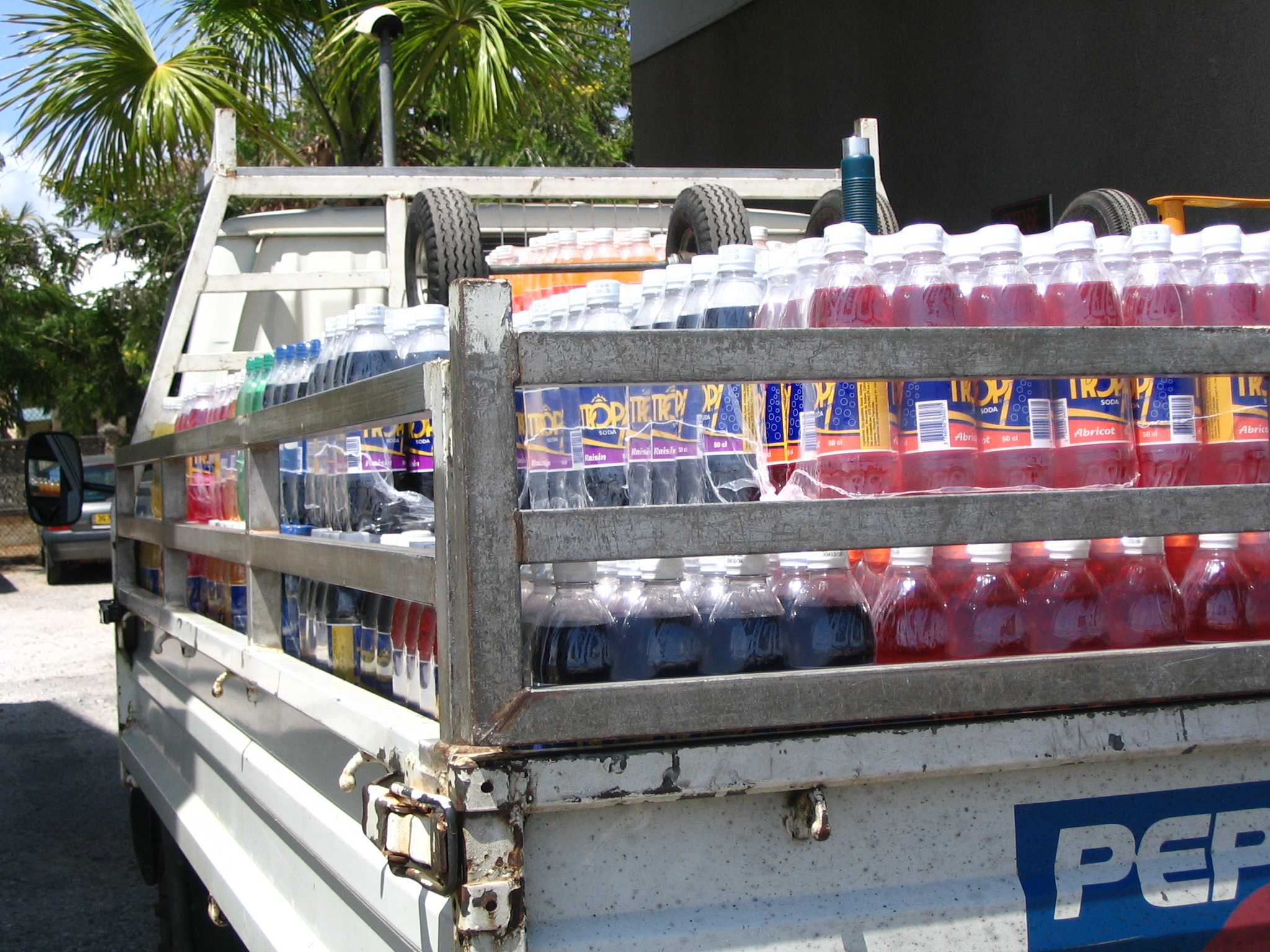
Livraison de Cola

Coca-Cola et Pepsi, marques américaines, sont les deux principales marques de boissons gazeuses au cola sur le plan international. Elles coexistent dans chaque pays avec plusieurs marques nationales ou de distributeur.
Depuis les années 1990, les revendications culturelles dans certains pays d’Europe ou politiques chez certaines communautés (religieuses, par exemple) ont conduit des entrepreneurs à créer des marques de niche et à en faire la promotion en mettant la proximité géographique ou l'appartenance à une communauté en avant. Cette promotion joue de la nationalité et du caractère hégémonique des deux grands sodas du marché.
En France, des entrepreneurs ont créé des marques baptisées de noms de régions françaises. D’autres entrepreneurs de confession musulmane ont créé des marques de cola aux noms en arabe. Le fabricant du Mecca Cola assure par ailleurs reverser une partie du bénéfice à des associations humanitaires travaillant notamment en Palestine dans les territoires palestiniens occupés par Israël.
Même si ces marques ne remettent pas en cause les positions dominantes de Coca-Cola et Pepsi, leur succès non négligeable est une nouveauté dans le marché des sodas au cola.

### Réactions physiques
Ajouter cinq bonbons de type Mentos dans une bouteille de soda au cola déclenche un dégazage brutal du CO2 dissout dans la boisson. Un jet de boisson gazeuse d’un à deux mètres de haut durant quelques secondes se produit alors. Plusieurs centaines de vidéos amateurs ont été faites sur ce phénomène. Ce phénomène purement mécanique, mettant en jeu la nucléation des bulles de gaz sur la surface microporeuse des mentos, n'a rien à voir avec une quelconque réaction chimique.